# П'єтро III (юдик Арбореї)
П'єтро III (італ. Pietro III di Arborea;  1314 — 1347) — юдик (володар) Арборейського юдикату у 1336—1347 роках.

## Життєпис
Походив з династії Серра-Бас. Старший син Угоне II, юдика Арбореї. Народився 1314 року. 1326 року пошлюбив представницю Салуццьких Алерамічі. 1336 році після смерті батька успадкував владу. Не виявив державного хисту, опинився під політичним впливом Гвідо Каттанео, канцлера та архієпископа Арбореї, та доктора права Філіппо Мамелі.
Продовжив політику підтримки дій Арагонського королівства в Сардинії. 1336 року приніс омаж новому королю Педро IV, від якого отримав підтвердження прав на Арборею та графство Гочеано на півночі Сардинії.
У 1343 році П'єтро III отримав дозвіл від папи римського Климента VI заснувати монастир кларисів. Помер 1347 року. Йому спадкував брат Маріано IV.

## Родина
Дружина — Констанца, донька Філіпо Алерамічі, губернатора Корсики і Сардинії, що був також небожем Томазо II, маркграфа Салуццо.
дітей не було